# Florence Oloo
Florence Oloo   (Kenya i Eldoret, 1960) és una científica kenyana.

## Biografia
Interessada per la ciència des de petita, va aconseguir una beca en una investigació científica universitària i va treballar sis mesos al departament de Química. Va anar prosseguint els estudis fins a esdevenir catedràtica en Ciències Químiques de la Universitat Tècnica de Kenya, i directora de Garantia Acadèmica i de Qualitat.
Ha dirigit el programa Community and Engagement, que intenta fomentar la participació de nenes en disciplines STEM. També ha estat vicerectora adjunta de la Universitat de Strathmore. Dirigeix el comitè ètic d'aquesta universitat, que supervisa assajos clínics amb éssers humans.
Dirigeix la plataforma de nanomedicina al Centre de Recerca en Ciències Terapèutiques o CREATES en associació amb el Consell de Recerca Científica d'Industrial de Sud-àfrica. D'altra banda, treballa al Centre d'Estudis Jakana a Kanyawegi, prop de la ciutat de Kisumu (Kenya), on lidera un projecte per empoderar nenes i dones d'entre 18 i 30 anys i ajudar-les a crear negocis.
De forta convicció catòlica, el 2009 va participar al Sínode per a Àfrica convocat per Benet XVI.
El 2023 va rebre el premi Harambee a la Promoció i Igualtat de la Dona Africana per la seva tasca a la promoció femenina al continent africà.